# لامبورغيني تراتوري
لامبورغيني تراتوري هي شركة إيطالية لصناعة الآلات الزراعية. تقوم الشركة بتصميم وبناء الجرارات. تأسست في عام 1948 في مدينة تشنتو بإيطاليا على يد فيروتسيو لامبورغيني، الذي أسس لاحقًا شركة سيارات لامبورغيني. في عام 1973، أصبحت جزءًا من شركة SAME (سوسييتا أكوماينديتا موتوري إندوتيرمي).